# Estación de Flémalle-Haute
La estación de Flémalle-Haute es una estación de tren belga situada en Flémalle, en la provincia de Lieja, región Valona.
Pertenece a las líneas  y  de S-Trein Lieja.

## Situación ferroviaria
La estación se encuentra en la línea 125 (Lieja-Namur).

## Intermodalidad
| Línea | Procedencia                | Parada              | Destino                  |
| ----- | -------------------------- | ------------------- | ------------------------ |
| 3     | LIÈGE République Française | FLÉMALLE Gare Haute | FLEMALE Centre Culturel  |
| 32    | SART-TILMAN CHU            | FLÉMALLE Gare Haute | FLEMALLE Centre Culturel |
| 45    | JEMEPPE Gare Routière      | FLÉMALLE Gare Haute | ENGIS Rue 15 Août        |
| 46    | JEMEPPE Gare Routière      | FLÉMALLE Gare Haute | AMAY Super Delhaize      |
| 47    | JEMEPPE Gare Routière      | FLÉMALLE Gare Haute | STOCKAY Place Renard     |